# アンドレアス・ビドヘルツル
アンドレアス・ビドヘルツル(Andreas Widhölzl、1976年10月14日 - ）は、オーストリア・チロル州St. Johann生まれの元スキージャンプ選手。
妻Kathrinとの間にJana、Noah、Eleaと三人の子供を授かっている。
1993年のジャンプ週間、インスブルックとビショフスホーフェンの地元枠でスキージャンプ・ワールドカップにデビュー。同年のノルディックスキージュニア世界選手権で個人銀メダルを獲得した。
ワールドカップ通算18勝は総合優勝を果たしていない選手の中ではスヴェン・ハンナバルトと共にタイ記録である。
日本好きとしても知られ、ヘッドホンで演歌を聴いていることもあるという。
2007-2008年シーズン限りでの現役引退を表明し、3月15日のプラニツァ（スロベニア）でのW杯最終戦のインターバルに引退ジャンプを行った。

## 主な成績
- オリンピック、世界選手権、スキーフライング世界選手権は右表参照
- スキージャンプ・ワールドカップ
  - 総合2位が最高（1999/2000）
  - 通算18勝（2位17回、3位14回）
- ジャンプ週間
  - 総合優勝1回（1999/2000）
- ホルメンコーレン国際スキー大会
  - 4位が最高（2006）
  - 2003年は団体で優勝